# Светлана Хънт
Светлана Хънт е активист и защитник на правата на животните. Основател е на фондация „Lucky Hunt Foundation“ във Варна.

## Биография
Светлана Хънт или още Саманта Хънт е американска гражданка, родена на 14 декември 1969 г. в Киев, Украйна. Тя емигрира със семейството си в Америка през 1975 г. Светлана е завършила престижния институт Cordon Bleu Culinary във Франция и е добре познато лице от първите редици на Седмицата на модата в Париж. Въпреки това, работата на живота ѝ е като активист за правата на животните. Светлана Хънт често е представяна като българската Бриджит Бардо.
През 2016 г. тя основава и финансира фондацията „Lucky Hunt Foundation“ с ясната мисъл да спасява малтретирани и пренебрегнати бездомни животни от улиците на България. Това ново убежище за животни се намира в покрайнините на черноморския град Варна и има за цел да облекчи страданието на животните като намалява популацията на бездомните индивиди чрез програмата на фондацията за хуманно кастриране. Заедно с това, г-жа Хънт основава програма с нейния екип, която обучава децата към позитивно възприемане и респект към кучетата и други уязвими животни.
Една от последните инициативи на г-жа Хънт е наречена „Children’s Workshop“. Това е програма за деца, болни от аутизъм и синдрома на Аспергер, които ще имат възможност да общуват с животните.
През 2017 г. екипът на Фондация Lucky Hunt организира протест срещу обичая „Тричане на кучета“, който се провежда всяка година на Песи /чист/ понеделник – 27 февруари в село Бродилово.
Фондацията сключва партньорски договор с Ветеринарномедицинския факултет при Тракийския университет в Стара Загора. Целта на това официално споразумение е създаването на партньорски отношения, с помощта на които ще бъдат обединени усилията за провеждането на съвместна образователна, клинична и научноизследователска дейност.
По нейна покана в България пристига д-р Лейла Ел Фурджи, която е един от най-доверените ветеринари на Бриджит Бардо. 

## Галерия
- Светлана Хънт във Фондация Lucky Hunt